# Tell Your Friends
Tell Your Friends – wydany w 2003 roku singel amerykańskiego rapera Drag-Ona. Promuje album "Hell and Back".
Podkład "Tell Your Friends" został wyprodukowany przez Neo. W utworze gościnnie wystąpił Jadakiss, a w refrenie Infa.Red.
B-Side'm singla jest "The Race".

## Lista utworów

### Strona A
1. "Tell Your Friends" (Clean)
2. "Tell Your Friends" (Explicit)
3. "Tell Your Friends" (Instrumental)

### Strona B
1. "The Race" (Clean)
2. "The Race" (Explicit)
3. "The Race" (Instrumental)